# Brinson Pasichnuk
Brinson Pasichnuk (* 24. November 1997 in Bonnyville, Alberta) ist ein ehemaliger kanadischer Eishockeyspieler, der im Verlauf seiner aktiven Karriere zwischen 2016 und 2022 unter anderem 41 Spiele für die San Jose Barracuda in der American Hockey League (AHL) auf der Position des Verteidigers bestritten hat. Zudem absolvierte Pasichnuk vier Partien für die San Jose Sharks in der National Hockey League (NHL). Sein älterer Bruder Steenn Pasichnuk ist ebenfalls professioneller Eishockeyspieler, ihr Cousin Tanner Boser ist professioneller Mixed-Martial-Arts-Kämpfer.

## Karriere
Pasichnuk verbrachte seine frühe Juniorenkarriere zwischen 2014 und 2016 bei den Bonnyville Pontiacs aus seiner Geburtsstadt in der Alberta Junior Hockey League (AJHL). Während dieser Zeit vertrat er eine Auswahlmannschaft der kanadischen West-Provinzen bei der World Junior A Challenge 2015, die die Mannschaft als Sieger abschloss und die Goldmedaille gewann. In der AJHL absolvierte der Verteidiger in dem zweijährigen Zeitraum insgesamt 129 Partien und schloss seine letzte Spielzeit als bester Abwehrspieler der Liga ab. Anschließend zog es den Kanadier in die Vereinigten Staaten, wo Pasichnuk – gemeinsam mit seinem zwei Jahre älteren Bruder Steenn – ein Studium an der Arizona State University begann. Parallel war er dort in den folgenden vier Jahren für die Eishockeymannschaft der Universität, die Sun Devils, aktiv. Mit dem Team nahm er am Spielbetrieb der National Collegiate Athletic Association (NCAA) teil und führte es in den letzten beiden Spielzeiten als Mannschaftskapitän aufs Eis.
Nachdem Pasichnuk während seiner Studienzeit ungedraftet geblieben war, erhielt er im März 2020 als Free Agent ein Vertragsangebot der San Jose Sharks aus der National Hockey League (NHL) mit einer Laufzeit von zwei Jahren. Die Sharks setzten den Nachwuchsspieler vor dem Hintergrund der COVID-19-Pandemie in seiner Rookiesaison hauptsächlich bei ihrem Farmteam, den San Jose Barracuda, in der American Hockey League (AHL). Die Barracuda hatten derweil auch seinen Bruder unter Vertrag genommen. Im Saisonverlauf kam der Abwehrspieler aber auch zu vier Einsätzen bei den Sharks in der NHL. Dabei blieb er punktlos. Im Spieljahr 2021/22 absolvierte Pasichnuk lediglich neun Saisoneinsätze für die Barracuda in der AHL, nachdem bei ihm eine Zöliakie diagnostiziert wurde. In der Folge entschied sich der 24-Jährige nicht weiter eine Profikarriere zu verfolgen und die Sharks unterbreiteten ihm daher kein neues Vertragsangebot. Pasichnuk kehrte im Sommer 2022 schließlich in seine Geburtsstadt zurück und beendete seine Profikarriere.

## Erfolge und Auszeichnungen
- 2016 AJHL Most Outstanding Defenseman
- 2016 AJHL North All-Star Team
- 2020 NCAA All-USCHO Third Team

### International
- 2015 Goldmedaille bei der World Junior A Challenge

## Karrierestatistik

### International
Vertrat Kanada bei:
- World Junior A Challenge 2015

(Legende zur Spielerstatistik: Sp oder GP = absolvierte Spiele; T oder G = erzielte Tore; V oder A = erzielte Assists; Pkt oder Pts = erzielte Scorerpunkte; SM oder PIM = erhaltene Strafminuten; +/− = Plus/Minus-Bilanz; PP = erzielte Überzahltore; SH = erzielte Unterzahltore; GW = erzielte Siegtore; 1 Play-downs/Relegation; Kursiv: Statistik nicht vollständig)